# Endiandra sebertii
Endiandra sebertii là loài thực vật có hoa trong họ Nguyệt quế. Loài này được Guillaumin miêu tả khoa học đầu tiên năm 1924 publ. 1925.